# Sutrio
Sutrio (Sudri en frioulan) est une commune italienne de la province d'Udine, dans la région autonome du Frioul-Vénétie Julienne.

## Administration
| Période                                  | Période | Identité | Étiquette | Qualité |
| ---------------------------------------- | ------- | -------- | --------- | ------- |
|                                          |         |          |           |         |
| Les données manquantes sont à compléter. |         |          |           |         |

### Hameaux
Nojaris, Priola

### Communes limitrophes
Arta Terme, Cercivento, Lauco, Ovaro, Paluzza, Ravascletto, Zuglio